# Qasym-Jomart Toqaev
Qasym-Jomart Kemelūly Toqaev (in kazako Қасым-Жомарт Кемелұлы Тоқаев?; in russo Касым-Жомарт Кемелевич Токаев?, Kasym-Žomart Kemelevič Tokaev; Alma-Ata, 17 maggio 1953) è un politico e diplomatico kazako, presidente del Kazakistan a partire dal 20 marzo 2019. È stato il successore di Nursultan Nazarbaev, che si è dimesso il 19 marzo 2019 dopo 29 anni in carica.
In precedenza ha ricoperto gli incarichi di Primo ministro (1999-2002), presidente del Senato (2007-2011, 2013-2019) e, a livello diplomatico, direttore generale dell'Ufficio delle Nazioni Unite a Ginevra (2011-2013).
Durante la sua presidenza, ha promulgato diverse riforme nel tentativo di modernizzare il Kazakistan aumentando i salari dei lavoratori, abolendo la pena capitale, liberalizzando i prezzi  e decentralizzando il governo locale.  Ma la governance di Toqaev è rimasta autoritaria con violazioni dei diritti umani.

## Biografia
Qasym-Jomart Kemelūly Toqaev è nato nel 1953 ad Alma-Ata, capitale dell'allora repubblica sovietica kazaka, da Kemel Tokaev, veterano della seconda guerra mondiale e scrittore in lingua kazaka, e Turar Şabarbaeva, che lavorava presso l'Istituto per le Lingue Straniere di Alma-Ata.

## Carriera politica

### Gli inizi
Entrato nell'Istituto di Stato per le Relazioni Internazionali di Mosca nel 1970, fu mandato a frequentare dei corsi di formazione presso l'ambasciata sovietica in Cina per sei mesi.
Laureatosi all'Istituto di Stato per le Relazioni Internazionali della capitale russa nel 1975, entrò nel Ministero sovietico per gli Affari Esteri e fu assegnato all'ambasciata sovietica a Singapore. Nel 1979 tornò al Ministero per gli Affari Esteri dell'Unione Sovietica. Quattro anni dopo si recò in Cina per frequentare corsi di formazione all'Istituto Linguistico di Pechino.
Dal 1984 al 1985 lavorò presso il Ministero per gli Affari Esteri, poi fu assegnato all'ambasciata sovietica di Pechino, dove svolse la propria attività fino al 1991 come Secondo Segretario, Primo Segretario e Consigliere. Nel 1991 passò all'Accademia diplomatica del Ministero degli affari esteri dell'URSS a Mosca, in un corso di formazione per alti diplomatici.

### Incarichi in patria
Nel 1992 fu nominato Viceministro degli Esteri della neonata Repubblica del Kazakistan. L'anno dopo divenne Ministro degli Esteri e nel 1994 Ministro degli Affari Esteri. Il 1º ottobre del 1999 fu nominato, con il sostegno del Parlamento, Primo ministro del Kazakistan per decreto del Presidente della Repubblica del Kazakistan. Rimase in carica sino al 28 gennaio 2002, quando si dimise e assunse l'incarico di Segretario di Stato e Ministro per gli Affari Esteri, carica che ricoprì sino al gennaio 2007, quando fu eletto presidente del Senato della Repubblica del Kazakistan.

### Ministro degli Esteri
Toqaev ha ricoperto l'incarico di Ministro degli Esteri del Kazakistan per dieci anni, in due riprese: dal 1994 al 1999 e dal 2002 al 2007. Come Ministro degli Affari Esteri ha giocato un ruolo decisivo nel campo della non proliferazione nucleare. Nel 1995 e nel 2005 ha partecipato alle conferenze di revisione del Trattato di non proliferazione nucleare tenutesi a New York. Nel 1996 firmò il Trattato sulla messa al bando totale degli esperimenti nucleari a New York e nel 2006, a Semipalatinsk, il Trattato per la Zona libera da armi nucleari dell'Asia centrale, che prevedeva la messa al bando di produzione, acquisizione e dispiegamento di armi atomiche nei territori delle ex repubbliche sovietiche dell'Asia centrale.

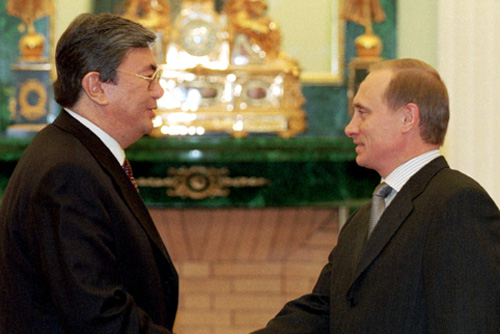
Toqaev con Vladimir Putin al Cremlino, 19 gennaio 2000

Eletto Presidente del Consiglio dei Ministri degli Affari Esteri della Comunità degli Stati Indipendenti (CSI) e dell'Organizzazione per la Cooperazione di Shanghai, Toqaev ha preso parte a dieci sessioni dell'Assemblea generale delle Nazioni Unite. È assurto al grado diplomatico di Ambasciatore straordinario e plenipotenziario. In qualità di Presidente del Senato del Kazakistan fu eletto nel 2008 vicepresidente dell'Assemblea parlamentare dell'Organizzazione per la sicurezza e la cooperazione in Europa (OSCE).
Nel marzo 2011 fu nominato sottosegretario generale delle Nazioni Unite, direttore generale dell'Ufficio delle Nazioni Unite di Ginevra e rappresentante personale del segretario generale delle Nazioni Unite alla Conferenza sul Disarmo, di cui è stato anche segretario generale. Ha rivestito altresì il ruolo di Ufficiale designato alla sicurezza del personale delle Nazioni Unite per la Svizzera.
Ha svolto un dottorato in scienze politiche ed è autore di nove libri e numerosi articoli sugli affari internazionali. Membro dell'Accademia Mondiale delle Arti e della Scienza, ha fatto parte del novero delle personalità eminenti della Conferenza di Monaco di Baviera sulla sicurezza, oltre ad essere professore onorario dell'Università di Shenzhen e professore onorario e dottore dell'Accademia diplomatica del Ministero degli Affari Esteri della Federazione russa, del cui consiglio di amministrazione è componente. È rettore onorario della Scuola di Ginevra per la Diplomazia e per le Relazioni Internazionali. In qualità di segretario generale dell'Ufficio delle Nazioni Unite di Ginevra ha ricevuto il premio Academicus dall'università ginevrina.

### Presidente del Kazakistan
Il 19 marzo 2019, l'allora presidente Nursultan Nazarbaev ha annunciato le sue dimissioni. Secondo la Costituzione del Kazakistan, in caso di cessazione anticipata dei poteri, il Presidente del Senato diventa Presidente fino alla fine del mandato precedente. Il 20 marzo, Toqaev assunse ufficialmente l'incarico di presidente. Subito dopo l'inaugurazione, Toqaev propose di rinominare la capitale del Kazakistan con il nome del suo predecessore, e lo stesso giorno il Parlamento del Kazakistan approvò la ridenominazione di Astana in Nur-Sultan. Il presidente russo Vladimir Putin è stato uno dei primi leader stranieri a congratularsi con Toqaev, invitandolo a visitare Mosca in una conversazione telefonica congiunta con lui e Nazarbaev. Il governo cinese ha anche descritto Toqaev come un "vecchio amico" e un "buon amico".
Il 9 aprile 2019, Toqaev annunciò le elezioni presidenziali anticipate che si sono tenute il 9 giugno 2019. Il 23 aprile, Toqaev divenne candidato alla presidenza in seguito alla sua nomina da parte del partito Nur Otan. Durante la campagna,Toqaev fu  deriso sui social media per il suo uso di software di manipolazione fotografica per cancellare le rughe e il doppio mento dalle foto ufficiali. Toqaev fu eletto presidente del Kazakistan il 9 giugno con il 71% del voto popolare. Ricevette le congratulazioni da capi di stato stranieri come Xi Jinping, İlham Əliyev, Recep Tayyip Erdoğan, Emomalī Rahmon e Sooronbay Jeenbekov.
Toqaev ha pronunciato il suo primo discorso sullo stato della nazione il 2 settembre 2019. Il discorso si è concentrato sul rafforzamento della società civile e della sicurezza sociale, sostenendo le imprese nazionali e lo sviluppo economico.
Il 28 aprile 2021, l'ex presidente Nazarbaev si è dimesso dalla carica di presidente dell'Assemblea del popolo del Kazakistan (QHA). Da lì, ha proposto Toqaev per succedergli che è stato sostenuto dai membri del QHA. Toqaev, a sua volta, suggerì a Nazarbaev di essere nominato "Presidente Onorario", dicendo che lo status dovrebbe "appartenere legittimamente" a lui a causa di un "merito storico".

#### I disordini del 2022
Ha accettato le dimissioni del governo presieduto da Mamın (Nur Otan) dopo i disordini in Kazakistan del 2022, da lui definiti «un tentato colpo di Stato». In data 11 gennaio 2022, ha nominato Álıhan Smaıylov (Nur Otan) come nuovo Primo ministro ed ha criticato, per la prima volta, il suo predecessore Nazarbaev, accusato di aver creato una «casta di ricchi anche per gli standard internazionali».

## Controversie
Nel gennaio 2022, Toqaev ha licenziato l'intero gabinetto kazako in seguito alle proteste nazionali per il forte aumento del prezzo del gas GPL e degli alimentari; la protesta, iniziata il 2 gennaio ad Almaty, è proseguita nei giorni successivi al punto da indurre Toqaev e l'ex presidente kazako Nursultan Nazarbaev a chiedere l'intervento del presidente russo Vladimir Putin,inviando unità dell'esercito russo.
Denominata dal presidente come "operazione antiterrorismo", secondo i media occidentali si è invece trattato di una "operazione repressiva". I militari russi infatti hanno sparato sulla folla, provocando molte morti, di cui anche alcuni membri della polizia kazaka, e feriti. Al termine dell'operazione sono stati confermati più di ottomila arresti, con le dichiarazioni di Toqaev che ha commentato l'accaduto come un tentato colpo di Stato. Toqaev ha successivamente accusato l'ex presidente Nazarbaev delle proteste, per aver creato una classe di persone ricche anche per gli standard internazionali.

## Vita privata
Di religione musulmana, Toqaev è stato sposato dal 1980 fino al 2020 con Nadejda Toqaeva, che ha coperto la carica di First Lady del Kazakistan fino al divorzio avvenuto il 7 ottobre 2020. Dal matrimonio con Toqaeva ha avuto un figlio, Tımur (nato nel 1984), imprenditore petrolifero che risiede a Ginevra, in Svizzera. Qarlıǵa Izbastına, sorella di Toqaev, è sposata con Temirtaı Izbastın, ambasciatore del Kazakistan in Bulgaria dal 2019 al 2022.
Oltre alla lingua madre, parla correntemente l'inglese, il russo, il cinese mandarino ed il francese. È stato presidente della Federazione di tennis da tavolo del Kazakistan per 13 anni.